# المنستيرا
المنستير منطقة تقع عند الطرف الشرقي لمنطقة اللثامة بمدينة بنغازي في ليبيا. تشتهر برمالها البيضاء وبمياهها العذبة التي لا تبعد كثيرا عن سطح الأرض وكانت تزود مدينة بنغازي بالمياه خلال الحرب العالمية الثانية والسنوات التي تلتها.